# David Shields (Eishockeyspieler)
David „Dave“ Shields (* 27. Januar 1991 in Rochester, New York) ist ein ehemaliger US-amerikanischer Eishockeyspieler, der im Verlauf seiner aktiven Karriere zwischen 2007 und 2018 unter anderem 290 Spiele für die Peoria Rivermen, Chicago Wolves und Utica Comets in der American Hockey League (AHL) auf der Position des Verteidigers bestritten hat. Darüber hinaus absolvierte Shields eine Spielzeit beim EC VSV in der österreichischen Erste Bank Eishockey Liga (EBEL).

## Karriere
Shields spielte bis zum Sommer 2007 zunächst im unterklassigen Juniorenbereich in seinem Heimat-Bundesstaat New York, ehe er bei der Priority Selection der kanadischen Juniorenliga Ontario Hockey League (OHL) in der dritten Runde an 41. Stelle von den Erie Otters ausgewählt wurde. Anschließend absolviert der Verteidiger vier Spielzeiten für die Otters und wurde während dieser Zeit im NHL Entry Draft 2009 in der sechsten Runde an 168. Position von den St. Louis Blues aus der National Hockey League (NHL) gezogen.
Zur Saison 2011/12 erhielt der Abwehrspieler einen Vertrag bei den Blues, die ihn bis zum Sommer 2013 ausschließlich in ihrem Farmteam, den Peoria Rivermen, in der American Hockey League (AHL) einsetzten. Unterbrochen wurde dieses Engagement nur durch einen rund einmonatiges Engagement bei den Alaska Aces aus der ECHL. Nachdem sich die St. Louis Blues als neues Farmteam die Chicago Wolves ausgewählt hatten, spielte Shields die beiden folgenden Jahre zwischen 2013 und 2015 für diese Mannschaft in der AHL. Im September 2015 wurde er von Adirondack Thunder, dem ECHL-Kooperationspartner der Calgary Flames unter Vertrag genommen, bestritt aber nur 15 Spiele. Mitte der Saison wechselte er auf Leihbasis zu den Utica Comets in die AHL. Dort wurde er bis zum Ende der Spielzeit 2016/17 beschäftigt.
Im Juli 2017 verkündete der EC VSV aus der österreichischen Erste Bank Eishockey Liga (EBEL) die Verpflichtung des US-Amerikaners. Im Verlauf der Saison 2017/18 lief Shields in 50 Partien für die Villacher auf. Im Sommer 2017 beendete der 26-Jährige seine aktive Karriere.

## Karrierestatistik
(Legende zur Spielerstatistik: Sp oder GP = absolvierte Spiele; T oder G = erzielte Tore; V oder A = erzielte Assists; Pkt oder Pts = erzielte Scorerpunkte; SM oder PIM = erhaltene Strafminuten; +/− = Plus/Minus-Bilanz; PP = erzielte Überzahltore; SH = erzielte Unterzahltore; GW = erzielte Siegtore; 1 Play-downs/Relegation; Kursiv: Statistik nicht vollständig)